# Peter Weibel (kerékpárversenyző)
Peter Weibel (Hockenheim, 1950. szeptember 14. – 2017. augusztus 9.) német kerékpárversenyző, olimpikon.

## Pályafutása
Részt vett az 1972-es müncheni olimpián, ahol országúti mezőnyversenyben a 68. helyen végzett. Az 1976-os montréali olimpián az országúti mezőnyversenyben 46., az országúti csapatversenyben negyedik helyezést ért el. Csapattársai Hans-Peter Jakst, Olaf Paltian és Friedrich von Löffelholz voltak.